# Дивизија Венеција
Дивизија  „Венеција” била је италијанска дивизија, која је након капитулације Италије (без два батаљона) прешла на страну Народноослободилачке војске Југославије 23. октобра 1943. године. Команда дивизије се испрва колебала се да ли да пређе на страну партизана или четника. После разговора са Пеком Дапчевићем, дивизија је прешла на страну НОВЈ. Командант дивизије био је генерал Ђовани Батиста Оксилија.
У времену од 25. до 29. октобра 1943. дивизија је потпуно реорганизована и формирано је шест бригада. Њена 1. бригада је већ 26. октобра подчињена Штабу 4. пролетерске црногорске бригаде и пребачена у рејон Мојковца. Остале бригаде — 2, 3, 4, 5. и 6. пребациле су се у рејон Мојковац, Шаховићи, Бијело Поље, Лубнице. У оперативном погледу, дивизија „Венеција" била је под командом 2. ударног корпуса.
Још док је трајала реорганизација дивизије „Венеција”, у Штабу 2. корпуса разматрана је могућност преформирања свих осам италијанских бригада које су до тада формиране на територији Црне Горе с циљем да се италијанске оружане јединице потпуније прилагоде војно-политичкој организацији начину борбе НОВЈ, а ’све у интересу самих италијанских војника и официра’.
Штаб корпуса је 27. новембра одлучио да формира италијанску партизанску дивизију „Гарибалди” од јединица дивизија „Тауринензе” и „Венеција”. Дивизије су на основу тога расформиране 2. децембра 1943. у рејону Пљеваља, а од њихових јединица формиране су, 2. и 3. а касније и 4. бригада дивизије „Гарибалди”. Командант нове дивизије био је генерал Ђовани Батиста Оксилија, дотадашњи командант дивизије „Венеција".